# 카미긴숲쥐
카미긴숲쥐(Bullimus gamay)는 쥐과에 속하는 설치류의 일종이다. 필리핀 카미긴섬의 토착종이다.